# 郭虚己
郭虚己（691年—749年7月4日），字虚己，唐玄宗年间将官，官终剑南节度使。高祖父隋骁骑大将军开府仪同三司郭昶，曾祖父泾州刺史朔方道大总管赠荆州都督郭澄，祖父朝散大夫太子洗马郭琰，父朝议大夫赠郑州刺史郭义。

## 早期仕途
郭虚己十岁即能诵读老庄学说。十一岁丧父丁忧，服丧诵读三年不懈怠。他没有兄弟，朝夕奉养母亲。
未及弱冠，授左司御率府兵曹，期满，授邠州司功，充河西支度营田判官，拜监察御史里行，改充节度判官，正除监察御史，转殿中侍御史判官。吐蕃入侵瓜州、沙州，军民危惧，郭虚己亲率将士大破敌军。唐玄宗闻讯壮之，拜侍御史。开元十五年（727年），曾任河西节度使的大将军王君㚟被回纥诸部所杀。玄宗任萧嵩为兵部尚书、河西节度使，判凉州事。萧嵩请求以裴宽、郭虚己、牛仙客效力幕下为判官。于是郭虚己迁献部员外郎、检校凉州长史、河西行军司马，转本司郎中，其余官职如故，又转驾部郎中兼侍御史，充朔方节度行军司马。二十四年（736年），以朝议郎、守驾部员外郎、兼御史中丞、朔方节度行军司马被任为关内道采访处置使，加朝散大夫、守太子左庶子。数年后又迁工部侍郎，二十九年（741年）五月在任。

## 镇守剑南
不久，充河南道黜置使，天宝三载（744年），由朝议大夫守尚书工部侍郎上轻车都尉迁户部侍郎，散官如故。赐紫金鱼袋。四载（745年）八九月仍在任。五载（746年）八月，郭虚己被任为兼御史大夫，领剑南节度采访使、蜀郡大都督府长史、持节充剑南节度支度营田副大使、本道并山南西道采访处置使。施政宽大，改变了奸狡的民风，没有杀人，而官吏不犯事，节约了人力和物力，前后又多次打败吐蕃。羌族豪强董哥罗屡怀反复之心，郭虚己奏诛之，于是安定了西山。特加银青光禄大夫、守工部尚书。曾奉诏分祭五岳四渎。后又加上柱国。七载（748年）破千碉城，擒吐蕃宰相。同年，姚州都督李宓奉诏攻打南诏爨氏，行离间计招降南宁州大鬼主爨崇道，指使其杀刺史爨日进，又弹劾新任云南王阁罗凤不合作，但郭虚己明察，表阁罗凤无辜。李宓不久因赃被贬，爨崇道也溃败。八载（749年）三月，破摩弥咄霸等八国四十余城，置金川都护府以震慑之。因深入敌境，染上了冷瘴。六月回蜀郡后卒于任上，由鲜于仲通继任。赠太子太师，赙物千匹、米粟千石，由官府送葬东都洛阳，次年五月以礼葬于偃师县首阳原祖坟东。
郭虚己在任时举荐本幕府人士，其举荐的人士除张齐丘、鲜于仲通继为节度使外，司马垂、刘璀、陆众、韩洽都成为朝官，还有十余人也是全国知名的名士。

## 家庭
长子郭揆（726年—749年3月11日），字良宰，母為東海于氏，河南府参军，赠秘书丞。郭虚己父子的墓志皆由时任朝议郎行殿中侍御史的书法家颜真卿所纂，为颜真卿的早期书法作品。郭虚己其余诸子为右金吾卫兵曹郭恕、太原府参军郭弼、左威卫骑曹郭彦、年幼未任官的郭枢。
郭虚己有妹为唐玄宗顺仪，大约在720年代末即早逝，生有皇子李泽，即后来的永王李璘。